# Майдан-Кукавецький
Майдан-Кукавецький (пол. Majdan Kukawiecki) — село в Польщі, у гміні Войславичі Холмського повіту Люблінського воєводства.
Населення — 45 осіб (2011).
У 1975-1998 роках село належало до Холмського воєводства.

## Демографія
Демографічна структура станом на 31 березня 2011 року:
|          | Загалом | Допрацездатний вік | Працездатний вік | Постпрацездатний вік |
| -------- | ------- | ------------------ | ---------------- | -------------------- |
| Чоловіки | 21      | 3                  | 13               | 5                    |
| Жінки    | 24      | 1                  | 13               | 10                   |
| Разом    | 45      | 4                  | 26               | 15                   |